# Enrico Martino
Enrico Martino född i Turin är en italiensk fotograf och fotojournalist.
Hans fotografier lagras på British Museum i London och Förenta Nationernas flyktingkommissariat(UNHCR) i Genève.

## Böcker
- Liguria (A. Mondadori, 1984)
- L’anima degli indios (“Indian soul”, EGA, Torino, 1992)
- Gente chiamata Torino (EGA, 1996)
- Messico (Idealibri, Milano, 1996)
- Borgogna di pietra (Idealibri, Milano, 1998)
- Italie (collective book, Vilo, Paris 2003)

## Utställningar
- Reporter '70 (Turin, 1979)
- I 35 giorni (Turin, 1980)
- Turismo e centri d'arte (Milano, 1981)
- Chiapas (Palermo, Messina, Catania, Padua, 1992)
- Baja California (Mexico City, Queretaro, Acapulco, Buenos Aires, Berlin, Milano, Rom, 1994-1995)
- Gente di Torino (Turin, 1997)
- Migrantes, indigeni a Città del Messico (Chicago 1999, Bologna 2006)